# Caffrocrambus sordidella
Caffrocrambus sordidella là một loài bướm đêm trong họ Crambidae.